# ホテル探偵
ホテル探偵とは、ホテルのセキュリティを監視し、ホテル内のさまざまな安全義務違反、モラル違反、規則違反などを調査するために雇われた私服を着た特別な従業員。制服を着た警備員とは異なる存在である。

## 概要
ホテル探偵は元警察官が多い。特にレイモンド・チャンドラーやフィリップ・カーなどのノワール小説に登場し、"House Dicks "と呼ばれることもある。

## 参照
- ディテクティブ
- ホテル探偵DOLL
- THE有頂天ホテル